# Colorado, Coatzacoalcos
Colorado är en ort i Mexiko.   Den ligger i kommunen Coatzacoalcos och delstaten Veracruz, i den sydöstra delen av landet, 500 km öster om huvudstaden Mexico City. Colorado ligger 21 meter över havet och antalet invånare är 774.
Terrängen runt Colorado är platt. Havet är nära Colorado norrut. Runt Colorado är det tätbefolkat, med 530 invånare per kvadratkilometer. Närmaste större samhälle är Coatzacoalcos, 12,9 km väster om Colorado. Omgivningarna runt Colorado är en mosaik av jordbruksmark och naturlig växtlighet.